# Odango
Odango (jap. お団子 odango) – japońskie słowo pochodzące od dango - japońskich klusek. Termin ten oznacza fryzurę polegającą na ułożeniu dwóch kulistych koków, każdy po jednej stronie głowy.

Odango

W anime i mandze, termin odango atama (jap. お団子頭) używany jest do opisania każdej osoby, która ma taką fryzurę. Terminu używa się również do opisu osób rzeczywistych oraz samego stylu. Najbardziej znaną bohaterką, która ma włosy ułożone w tym stylu jest Usagi Tsukino z serialu Czarodziejka z Księżyca.
W Chinach podobny styl uczesania był najpopularniejszy do początków XX wieku, a dzisiaj używany jest głównie przy oficjalnych spotkaniach. Ten styl uczesania różni się od odango tym, że jest neutralny płciowo. Malowidła chińskich dzieci pokazują głównie, że dziewczynki mają takie uczesanie, a chłopcy mają pojedynczy kok z tyłu głowy. Główną różnicą pomiędzy obydwoma stylami jest brak warkoczy odstających od koków.
Znane postacie z tym uczesaniem to m.in. Chun Li z serii Street Fighter, Shampoo z Ranma ½, Tenten z Naruto czy Miaka Yuki z Tajemnica przeszłości. Podobną fryzurę nosiła też Mai z Avatar: the Last Airbender
Znane osobistości z tym lub podobnym uczesaniem to m.in. Mel B z zespołu Spice Girls, Marguerite Moreau jako Jessie w filmie Królowa potępionych i wokalistka Björk.